# Harold Mestre
Harold Mestre est un boxeur colombien né le 11 septembre 1968 à Carthagène des Indes.

## Carrière
Passé professionnel en 1989, il devient champion de Colombie des poids coqs en 1993 puis remporte le titre vacant de champion du monde IBF de la catégorie le 21 janvier 1995 en battant par arrêt de l'arbitre au 8e round Juvenal Berrio. Mestre perd sa ceinture dès le combat suivant face à Mbulelo Botile le 29 avril 1995. Il poursuit sa carrière en super-coqs et s'empare du titre national en 1996 avant de se retirer des rings en 2003 sur un bilan de 28 victoires, 11 défaites et 1 match nul.

## Référence
1. ↑  (en) Harold Mestre vs. Juvenal Berrio (boxrec.com)